# 報告記号
報告記号（ほうこくきごう、英語: Reporting mark） は、鉄道輸送において鉄道会社を識別する記号である。国際航空運送協会（IATA）による航空会社コードに類似している。

## 北米

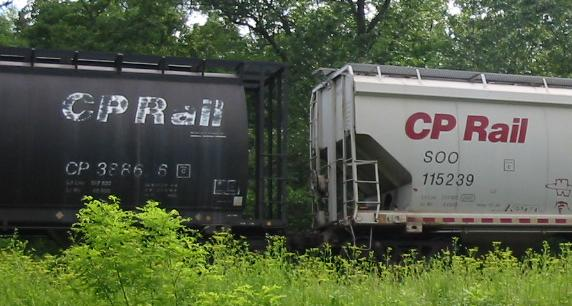
ウィスコンシン州ウィスコンシン・デルズ (Wisconsin Dells, Wisconsin) を通過中のカナダ太平洋鉄道ホッパ車に記載されている報告記号、左側の車両はCP 388686、右側の車両はSOO 115239

アメリカ鉄道協会 (AAR) によって定められている。AARの報告記号は2文字から4文字の文字列で構成され、鉄道車両の所有者を一意に識別する。アンパサンド記号 (&) は報告記号の一部とはみなされない。新しい報告記号が定義される時には、最初の1文字は適用対象の会社の名前の頭文字と同じになるようにされる。他の文字は一般的には対象とする会社名に含まれる単語の頭文字から取られる。例えば、ユニオン・パシフィック鉄道に対して新しく与えられる報告記号は、全てUから始まっている（1つの会社に複数の報告記号を割り当てることがある）。また会社は合併を繰り返しているので、会社の商標・ロゴなどとともに報告記号も後継の会社に引き継がれる。例えば、シカゴ・アンド・ノース・ウェスタン・トランスポーテーション・カンパニーに割り当てられていた報告記号は、2008年時点では同社を1990年代に買収したユニオン・パシフィック鉄道に割り当てられている。
Xで終わる報告記号は、公共鉄道の運営者ではない鉄道車両（私有車）の所有者に割り当てられる。これは例えば個人で鉄道車両を所有していたり、鉄道車両のリース会社であったり、鉄道博物館であったりする。Zで終わる報告記号は、通常の鉄道車両ではないがインターモーダル輸送で北アメリカの鉄道において用いられるトレーラーを所有・運営している事業者に割り当てられる。Uで終わる報告記号は、インターモーダル輸送で用いられる海上コンテナを所有・運営している事業者に割り当てられる。それ以外の文字で終わる報告記号は一般の鉄道事業者に割り当てられる。
他の鉄道会社を合併した場合、存続した側の会社は合併した会社の報告記号を使うことを許可されるが、ほとんどの会社は吸収した古い会社の記号の使用を取りやめる。使用されなくなった報告記号は口語では"fallen flag carrier"と呼ばれる。

## ヨーロッパ
欧州においては12桁のEuropean Vehicle Number (EVN)が割り当てられる。これは国際鉄道連合（UIC）が定めるナンバー規則とほぼ同様である。最初の1～4桁目が国際共通コード、5～11桁目は各国で形式を決めて管理するコードである。
- 1～2桁目 車種コード
  - 90 その他（蒸気機関車など）
  - 91 電気機関車
  - 92 ディーゼル機関車
  - 93 高速電車
  - 94 在来電車
  - 95 在来気動車
  - 96 特殊なトレーラー
  - 97 電気入換機関車
  - 98 ディーゼル入換機関車
  - 99 特殊車両
- 3 ～ 4 桁目 -  UIC国別番号
- 5 ～ 11 桁目 - 各国にて付与する番号
- 12桁目 チェックデジット

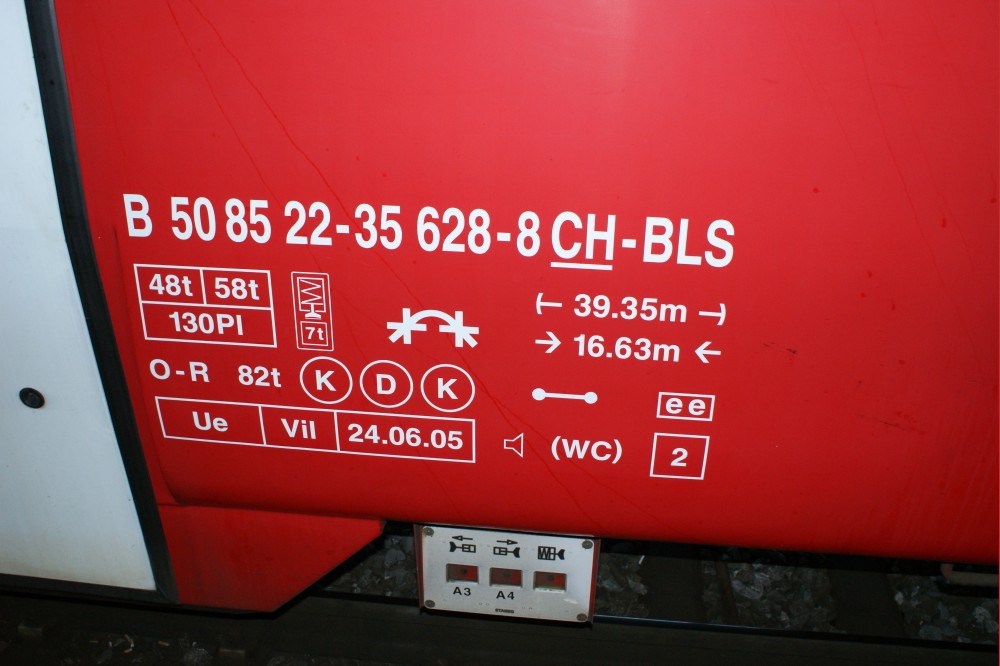
スイス(85 = CH)で登録されているBLS鉄道車両
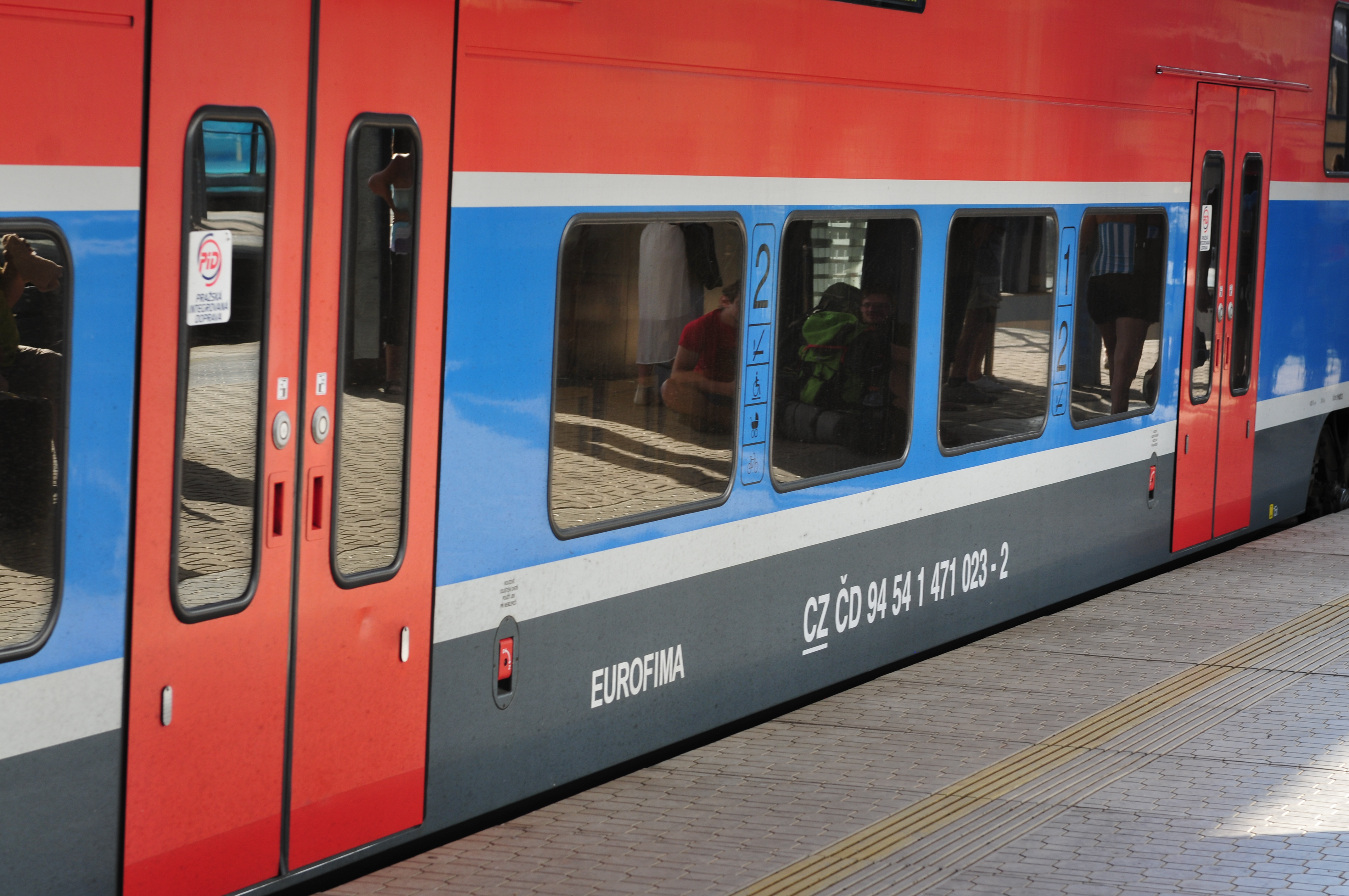

- チェコスロバキア(=54) の在来線電車(=94)

### ドイツ
| 92   | ディーゼル機関車     |
| 80   | ドイツ国籍           |
| 1218 | ドイツ鉄道218型 車両 |
| 810  | 車両番号             |
| 0    | チェックデジット     |
| D-DB | ドイツ鉄道（DB）     |